# Martin Isepp
Martin Isepp (Martin Johannes Sebastian Isepp) (30 de septiembre de 1930, Viena, Austria - 25 de diciembre de 2011, Londres, Inglaterra) fue un pianista acompañante y pedagogo austriaco-británico.
Su madre era la cantante Helene Hammerschlag, profesora de canto y maestra de Janet Baker y Heather Harper y su padre, el pintor y restaurador Sebastian Isepp (1884-1954). 
Nacido en Viena, su madre era judía y la familia emigró a Londres con el advenimiento de los nazis al poder
Se educó en Oxford y en el Royal College of Music debutando en la English Opera Tour.
Su carrera comenzó en 1957 en el Festival de Glyndebourne donde sería una de sus figuras indispensables hasta 1993.
Asimismo en la Juilliard School de Nueva York, el Opera Studio en Londres, el Metropolitan Opera y otras compañías.
Se destacó como acompañante de famosos cantantes como Janet Baker, Jessye Norman, Elisabeth Schwarzkopf, Elisabeth Söderström, Hugues Cuénod y John Shirley-Quirk.
Se casó en 1966 y tuvo tres hijos.